# Aventură în casa cu trei frontoane
Aventură în casa cu trei frontoane (în engleză The Adventure of the Three Gables) este una dintre cele 56 povestiri scurte cu Sherlock Holmes ale lui Sir Arthur Conan Doyle și a șaptea povestire din volumul Arhiva lui Sherlock Holmes. În reeditările mai noi ale volumului, ea este a patra povestire.
Ea a fost publicată la 18 septembrie 1926 în revista Liberty și în octombrie 1926 în revista Strand Magazine (ilustrată de Howard K. Elcock), apoi în volumul "Arhiva lui Sherlock Holmes" (în engleză The Case-Book of Sherlock Holmes) editat în 1927 de John Murray din Anglia. 

## Subiect

### Misterul inițial
Povestirea începe cu o vizită făcută în 221B Baker Street de Steve Dixie, un boxer negru care-l avertizează pe Sherlock Holmes să stea la distanță de Harrow. Watson nu are nici o idee despre ce vorbește acest om, dar Holmes știe cine este și despre ce treabă este vorba, și reușește să obțină unele informații interesante de la el, știind că Dixie este ușor de intimidat, în ciuda dimensiunilor sale impresionante. În mod ironic, deși Dixie a venit pentru a-l intimida pe Holmes, detectivul este cel care obține cooperarea viitoare a lui Dixie, amenințându-l că va spune autorităților ceea ce știe despre moartea suspectă a unui tânăr pe nume Perkins și în care Dixie fusese implicat. Șeful lui Dixie este Barney Stockdale, și el trebuie să aibă cumva o legătură cu cazul Harrow Weald, de care Holmes tocmai citea într-o scrisoare trimisă de Maria Maberley, o doamnă care locuia în casa cu trei frontoane (Three Gables) din Harrow Weald.
Doamna Maberley este o femeie văduvă în vârstă al cărei fiu, pe nume Douglas, murise recent la Roma. El era atașat diplomatic la Ambasada Marii Britanii din capitala Italiei. În ultima vreme se întâmplaseră unele lucruri deosebite. Doamna Maberley locuia în casa cu trei frontoane de aproape doi ani și în tot acest timp a locuit retrasă, interacționând puțin cu vecinii ei. Dintr-o dată, un bărbat a venit la ea recent și s-a oferit să-i cumpere casa, deși existau în apropiere mai multe alte case de vânzare. Ea a fost rugată să spună un preț, așa că a spus o sumă cu 500 de lire mai mare decât cea pe care a plătit-o ea pentru casă. Omul fost imediat de acord, iar apoi a cerut să cumpere toată mobila din casă, ceea ce i s-a părut foarte ciudat doamnei Maberley. Neștiind ce să facă, i-a dus contractul avocatului ei, domnul Sutro, care i-a spus că încheierea acelui contract îi va da dreptul potențialului cumpărător să-i interzică doamnei să ia din casă chiar și lucrurile sale personale. Doamna Maberley a decis în cele din urmă să nu încheie această afacere, care i s-a părut foarte neobișnuită.

### Rezolvare
În timp ce doamna îi povestea lui Holmes, el a devenit conștient de faptul că cineva trăgea cu urechea la această conversație. A deschis ușa și a tras-o pe Susan, o servitoare cu o respirație șuierătoare. Prin chestionarea ei și prin deducere, Holmes a reușit să afle că Susan i-a comunicat lui Barney Stockdale faptul că stăpâna ei l-a angajat pe Sherlock Holmes, iar acest lucru a determinat vizita rapidă a lui Steve Dixie la locuința detectivului. Holmes a dedus, de asemenea, că o femeie bogată este cea care l-a angajat pe Barney Stockdale și pe bătăușii lui pentru a-i face o treabă murdară. Susan este și ea un membru al bandei, dar ea nu va divulga toate secretele. Într-un acces de furie, servitoarea părăsește casa.
Evident, această femeie, oricine ar fi, vrea ceva din casă, care sosise destul de recent. Doamna Maberley nu poate spune despre ce lucru ar fi putea fi vorba, dar Holmes, văzând niște cufere cu etichete italiene pe ele, își dă seama că lucrurile fiului ei, Douglas, ar putea fi cheia problemei. El o instruiește pe doamna Maberley să încerce să-l convingă pe domnul Sutro să stea câteva nopți în casa cu trei frontoane, pentru a ține casa păzită. De asemenea, el îi spune să caute prin lucrurile fiului ei pentru a vedea dacă există ceva care ar putea fi de interes.
Holmes îl găsește afară pe Dixie, care ținea casa sub supraveghere. Dixie este acum înclinat să-l ajute pe Holmes dacă poate, pentru a evita orice discuție indiscretă despre uciderea tânărului Perkins. El jură, însă, că nu știe cine l-a angajat pe Barney Stockdale.
Holmes se duce să-l vadă pe Langdale Pike, un om care de ani este o sursă de informații pentru mai multe publicații din Londra. Nu există niciun scandal în Londra pe care el să nu-l știe și, ca de obicei, el nu-l dezamăgește pe Holmes.
În dimineața următoare, Holmes și Watson află că locuința doamnei Maberley fusese jefuită. Ei se deplasează la casa cu trei frontoane pentru a investiga pătrunderea acolo prin efracție. Hoții au adormit-o pe doamna Maberley cu o cârpă cu cloroform și au furat un manuscris aflat în cuferele fiului ei. Ea a apucat manuscrisul, a fost lovită ceva, dar a reușit să păstreze în mână o bucată dintr-o coală de hârtie.
Inspectorul de poliție aflat la locul faptei tratează problema ca un furt obișnuit, dar Holmes știe mai bine despre ce a fost vorba. El examinează un pic bucata de manuscris reținută de doamna Maberley; aceasta pare a fi sfârșitul unui roman destul de interesant. Holmes este mirat de modul de redactare al narațiunii; povestirea trece brusc de la nararea la persoana a III-a la cea la persoana I. Din aceasta, detectivul deduce că Douglas s-a identificat el-însuși cu eroul povestirii, romanul putând fi unul autobiografic. Holmes a înțeles acum totul.
El și Watson merg să o viziteze pe Isadora Klein, o femeie bogată și seducătoare care se folosea de bărbați pentru a obține ceea ce voia. Aceasta este pe cale să se mărite cu tânărul duce de Lomond, deși există o diferență de vârstă între cei doi. La început, doamna refuză să-i primească. Cu toate acestea, ei sunt poftiți rapid camerele doamnei Klein, după ce Holmes o amenință că va chema poliția și va spune întreaga poveste autorităților.
Se pare că Douglas Maberley a fost implicat la un moment dat într-o relație cu Isadora Klein. Ea a rupt relația și apoi i-a pus pe cei din banda lui Barney Stockdale să-l bată crâncen, pentru a-l îndepărta de ea. Douglas a vrut să se răzbune și a scris o relatare a aventurii lor, în care numele au fost schimbate, pe care intenționa să o publice ca roman. Dacă manuscrisul ar fi fost publicat vreodată, toată lumea de la Londra ar ști care sunt personajele reale din roman. Douglas i-a trimis Isadorei o copie a manuscrisului, spunându-i ca trimite cealaltă copie editorului său pentru a fi publicată. Isadora a aflat că editorul nu primise manuscrisul și s-a gândit că acesta trebuie să se afle printre lucrurile personale ale lui Douglas. Ea l-a angajat pe Barney Stockdale și pe acoliții săi pentru a pune mâna pe manuscris. A încercat la început prin mijloace legale, oferindu-se să cumpere toate bunurile doamnei Maberley, dar când încercarea aceasta a eșuat, ea a recurs la jefuirea casei pentru a-l fura. După ce l-a recuperat, l-a pus pe foc.
Holmes comite o extorcare de fonduri (aceasta este într-adevăr una dintre multele delicte săvârșite de el de-a lungul carierei): o forțează pe Isadora Klein să-i scrie un cec de 5000 £ pe care detectivul să-l înmâneze doamnei Maberley pentru ca aceasta să facă un voiaj în jurul lumii la clasa I, ceea ce ea și-a dorit întotdeauna, în schimbul tăcerii sale cu privire la afacerile infame ale Isadorei.

## Personaje
- Sherlock Holmes
- doctorul Watson
- Mary Maberley - femeie văduvă în vârstă din Harrow
- Isadora Klein - frumoasa văduvă a magnatului zahărului, Klein, de origine spaniolă; cei din familia sa au fost conducători în Pernambuco timp de mai multe generații
- Langdale Pike - "o enciclopedie umană în ceea ce privește scandalurile mondene din Londra"
- Steve Dixie - boxer negru, implicat în diferite infracțiuni
- Susan Stockdale - soția lui Barney Stokdale, care s-a angajat ca servitoare în casa doamnei Maberley
- Sutro - avocatul doamnei Maberley

## Comentarii
David Stuart Davies, care a scris o postfață pentru Arhivă, a sugerat că tratamentul lui Conan Doyle față de Steve Dixie, un personaj negru, a fost unul rasist. El i-a realizat un portret cu siguranță neonorant, iar Steve s-a găsit tratat destul de prost în mâinile lui Holmes. Dacă acesta este un exemplu de rasism, el contrastează puternic cu tratamentul ceva mai sensibil al problemei de rasă observate în "Fața galbenă", publicată cu 32 de ani mai devreme. Se poate, pe de altă parte, să fie pur și simplu crearea de către Doyle a unui personaj care se întâmplă să fie și asasin, dar și negru. Autorul Jack Tracy subliniază faptul că tratamentul lui Holmes față de Dixie și de Susan Stockdale în "Aventură în casa cu trei frontoane" este în concordanță cu judecata în declin și cu comportamentul instabil întâlnit la cei care consumă cocaină o lungă perioadă. 
Aceasta este una dintre cele patru povestiri despre care o reprezentare a dr. Watson din romanul The Seven-Per-Cent Solution (1974) al lui Nicholas Meyer spune că sunt "aiureli" inventate. (Celelalte trei provin tot din volumul Arhiva lui Sherlock Holmes.)

## Adaptări cinematografice
Povestirea "Aventură în casa cu trei frontoane" a fost adaptată într-un episod din 1994 al serialului TV Sherlock Holmes cu actorii Jeremy Brett și Edward Hardwicke în rolurile principale. Alături de ei joacă actori renumiți ca Mary Ellis (Mary Maberley), Claudine Auger (Isadora Klein) și Peter Wyngarde (Langdale Pike). La data filmării, actrița Mary Ellis (1897-2003) avea vârsta de 97 ani; ea a apărut și în episodul "The Eligible Bachelor" (1993) al aceluiași serial, ca Lady Florence. 
Adaptarea a respectat textul original al povestirii, dar există și câteva diferențe. În această versiune, Douglas Maberley este prezentat ca nepotul lui Mary Maberley în loc de fiul ei, cum apare în textul povestirii. În plus, Douglas moare în casa bunicii sale, după o lună în care a suferit de pneumonie în loc să moară la Roma (după cum este scris în povestire).
Langdale Pike este mai prescurtat ca personaj. Într-o mascaradă din timpul episodului, Langdale Pike se definește ca omologul binevoitor al lui Charles Augustus Milverton (șantajistul dintr-o altă povestire) și subliniază faptul că el ascunde mai mult decât prezintă publicului. Pike este, de asemenea, menționat în adaptările radiofonice ale aventurilor lui Sherlock Holmes, în care este dezvăluită identitatea sa reală. Numele lui apare ca fiind Clarence Gable, care a adoptat poreclă "Langdale Pike", datorită înălțimii sale aparent imense.
De-a lungul povestirii originale, Holmes pare să fi obținut întreaga loialitate a lui Steve Dixie prin șantaj. În episodul serialului de televiziune, Dixie păstrează o dușmănie și în timpul spargerii din casa cu trei frontoane, el îl bate cu cruzime pe dr. Watson.

## Traduceri în limba română
- Manuscrisul blestemat - în volumul "Vampirul din Sussex" (Ed. Vremea SC, București, 1992), traducere de Daniela Caraman-Fotea
- Aventura celor trei lucarne - în volumul "Aventura celor trei lucarne. Scandal în Boemia. Conacul Shoscombe. Piciorul diavolului. Clientela lui Crabbe. Misterul din Valea Boscombe" (Ed. Transpres, Sibiu, 1992)
- Aventură în casa cu trei frontoane - în volumul "Aventurile lui Sherlock Holmes. Vol IV" (Colecția Adevărul, București, 2010), traducere de Alina Claudia Begu
- Aventură în casa cu trei frontoane - în volumul "Aventurile lui Sherlock Holmes. Vol. IV" (Colecția Adevărul, București, 2011) - traducere de Alina Claudia Begu